# 王若杰
王若杰（1914年9月—2007年2月18日），山东邹平人，中华人民共和国外交官，中国人民解放军将领、中国人民解放军开国少将。

## 生平
1934年，加入中国共产党。1938年，加入八路军。
1945年，任渤海军区特务一团政委，后任山东解放军第七师政治部主任、华东野战军第十纵队二十八师政委、第三野战军二十八军八十二师政委。1950年起，任第三野战军三十一军政治部主任、中国人民解放军浙江军区政治部副主任。1955年，授予中国人民解放军少将。1956年起，任南京军区干部部副部长、浙江省军区政治部主任，后进入解放军政治学院深造。1963年10月，调入外交部工作。1964年5月，出任中华人民共和国驻阿拉伯也门大使。1967年，奉命回国参加文化大革命。1969年7月，返任驻阿拉伯也门大使。1973年5月，出任中华人民共和国驻越南南方共和大使。1977年9月，出任中华人民共和国驻毛里求斯大使。
1982年12月，中组部批准享受副部级待遇。1991年5月离休。2002年1月，中组部批准享受部长级医疗待遇。2007年2月18日，王若杰在北京病逝，终年92岁。